# La hora de las brujas
La hora de las brujas es una novela escrita por Anne Rice, y primer libro de la trilogía de terror y fantasía de Las brujas de Mayfair. Publicada en 1990 por la editorial Knopf, la novela fue ganadora al año siguiente del Premio Locus a la mejor novela de terror.

## Argumento
La novela presenta a la familia de brujas y brujos Mayfair de Nueva Orleans. Esta familia unida y profundamente conectada, donde la muerte de uno fortalece a los demás con su conocimiento. Una bruja de Mayfair por generación está designada para recibir los poderes de un espíritu conocido como Lasher. Invocado por la bruja escocesa Suzanne Mayfair en el siglo XVII, Lasher "continúa atormentando a sus descendientes hasta el día de hoy, viendo en ellos los medios para cumplir sus espantosas y antinaturales ambiciones. Inseguros de qué es exactamente este espíritu, la familia Mayfair lo conoce como un protector, una figura divina, un ser sexual y la imagen de la muerte. La bruja actual de Lasher es Deirdre, que yace catatónica por los tratamientos de shock psicológico.
La hija de Deirdre, Rowan, se ha alejado de este "mal", sin conocimiento alguno sobre su origen y se ha convertido en neurocirujana en San Francisco y tiene un don asombroso para ver la intención detrás de la fachada. Rowan también tiene un don que pocos médicos poseen: puede curar células. Sin embargo, aunque lo usa para salvar vidas, también teme haber causado varias muertes. Ella rescata al contratista Michael Curry de ahogarse. Él luego desarrolla algunos poderes extraordinarios que lo obligan a ir a Nueva Orleans y buscar a Rowan. Es aquí donde se adentra en la historia al conocer a personas relacionadas con la familia Mayfair que ahora temen a Rowan porque es la primera Mayfair que puede matar sin la ayuda de Lasher. Michael se sumerge en el aprendizaje de la historia de las brujas de Mayfair: Deborah, Charlotte, Mary Beth, Stella, Antha y muchas otras a lo largo de cientos de años. Cuando Michael levanta la vista de su lectura, se entera de que Rowan ha venido a Nueva Orleans para asistir al funeral de su madre. Rowan se entera finalmente de historia de su familia, su hogar ancestral en ruinas y se decide a detener el reinado de Lasher. Michael, por su parte, también tiene su propia misión, pero es confusa y poco clara para él. 

### Contraportada del libro
Rowan Mayfair, una bella neurocirujano consciente de sus poderes especiales, encuentra a un ahogado en la costa de California y consigue devolverlo a la vida. Ambos se enamoran ferozmente y establecen una apasionada alianza para desentrañar el misterio del pasado de ella y dominar un don maligno que le ha sido conferido a él tras su accidente. Rowan, aunque todavía no lo sabe, desciende de una dinastía de brujas que se remonta al siglo XVII y cuya historia empezó con una escocesa quemada en la hoguera...

Desde Donnelaith, en Escocia, hasta la adorada ciudad natal de Rice, Nueva Orleans, pasando por Puerto Príncipe, Haití en esta historia convergen la pasión y el misticismo que puede ofrecer cada uno de estos sitios.

## Críticas
La novela debutó en el número 2 en la lista de best seller del New York Times, permaneciendo en esta posición durante cuatro semanas. Patrick McGrath de The New York Times encontró los orígenes de Lasher "intrigantes" y describió a los muchos personajes de la extensa familia Mayfair como "todos vívidamente bosquejados, todos gloriosamente extraños". Señaló la "energía narrativa incansable" y la "inventiva implacable" de la novela, pero también la calificó de "hinchada" con narraciones repetitivas. McGrath también criticó la caracterización de los protagonistas humanos principales Rowan y Michael, y escribió que "ambos han sido construidos de tal manera que apenas por un momento viven o respiran, excepto como elementos estructurales que cumplen funciones de diseño específicas en el gran esquema". Según Publishers Weekly, "Este tomo masivo se ralentiza repetidamente, luego se acelera cuando Rice se deshace de los tonos pretenciosos y académicos de Talamasca y va a la yugular con delicias morbosas, pasajes cargados de sexualidad y tragedia perversa y salvaje". Susan Ferraro de The New York Times calificó la novela como "indiscutiblemente absorbente", pero señaló: "Al final, parece tropezar... porque el ferozmente protector Michael hace algo completamente fuera de lugar para dar paso al desenlace; en última instancia, lo que cruje más fuerte no es la casa embrujada. sino la trama".